# KS Возничего
KS Возничего (лат. KS Aurigae) — одиночная переменная звезда в созвездии Возничего на расстоянии (вычисленном из значения параллакса) приблизительно 3723 световых лет (около 1142 парсеков) от Солнца. Видимая звёздная величина звезды — от +12,6m до +10,8m.

## Характеристики
KS Возничего — красная пульсирующая медленная неправильная переменная звезда (LB) спектрального класса M6. Эффективная температура — около 3294 К.